# 1889 Pakhmutova
1889 Pakhmutova eller 1968 BE är en asteroid i huvudbältet som upptäcktes den 24 januari 1968 av den ryska astronomen Ljudmjla Tjernych vid Krims astrofysiska observatorium på Krim. Den har fått sitt namn efter kompositören Aleksandra Pakhmutova.
Asteroiden har en diameter på ungefär 35 kilometer.